# خوسيه ماريا غارسيا أراندا
خوسيه ماريا غارسيا أراندا (بالإسبانية: José María García-Aranda)‏، من مواليد 3 مارس 1956 في مدريد، حكم كرة قدم إسباني دولي سابق.
حكم في كأس العالم لكرة القدم 1998، وحكم في كأس الأمم الأوروبية لكرة القدم 2000.

## روابط خارجية
- خوسيه ماريا غارسيا أراندا على موقع Soccerway.com (الإنجليزية)